# Rajon Dobrusch

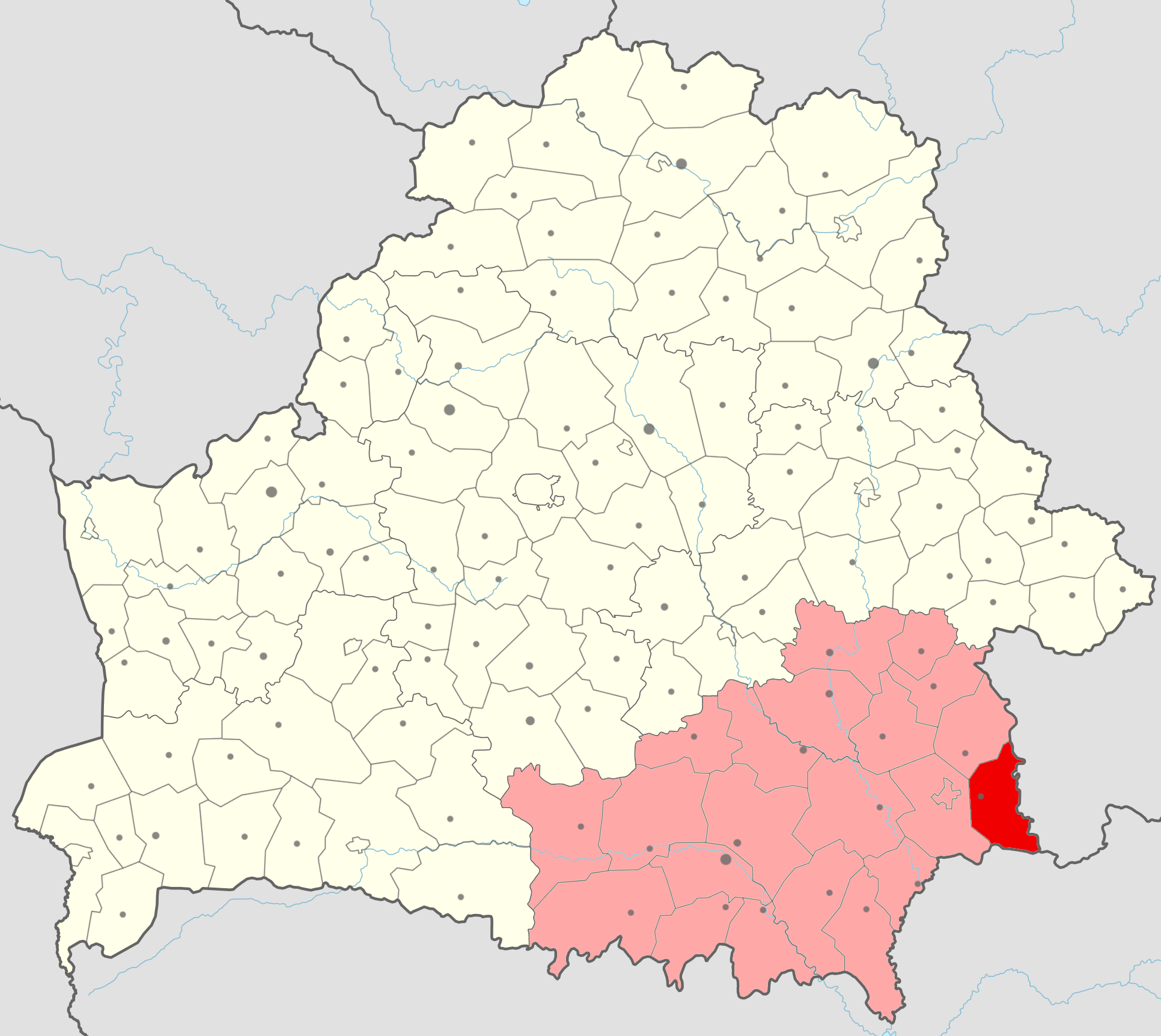
Rajon Dobrusch, Karte

Der Rajon Dobrusch (belarussisch Добрушскі раён; russisch Добрушский район; Dobrouschsky rajon) ist eine Verwaltungseinheit in der Homelskaja Woblasz in Belarus mit dem administrativen Zentrum in der Stadt Dobrusch. Der Rajon hat eine Fläche von 1500 km² und umfasst 87 ländliche Ortschaften, die städtische Siedlung Zerachouka und die Stadt Dobrusch.

## Geographie
Der Rajon Dobrusch liegt im Südosten von Belarus. Die Nachbarrajone in der Homelskaja Woblasz sind im Nordwesten Wetka, im Westen und Südwesten Homel.